# Günter Birghan

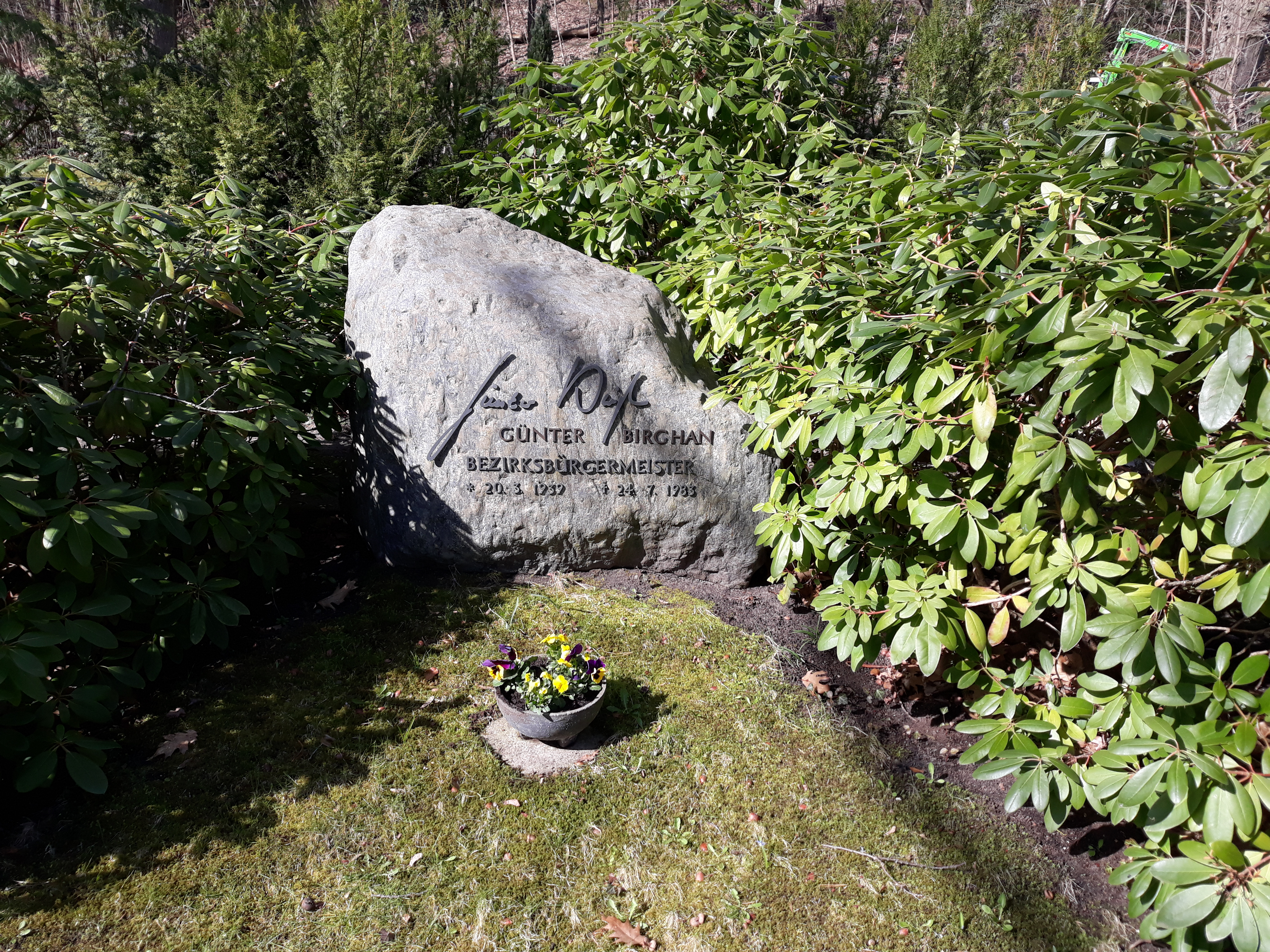
Das Grab von Günter Birghan auf dem Friedhof Hermsdorf in Berlin.

Günter Birghan (* 20. März 1939 in Berlin; † 24. Juli 1983 ebenda) war ein deutscher Politiker (CDU).
Birghan wuchs in Reinickendorf auf und machte ab 1955 eine Ausbildung zum Industriekaufmann bei dem Schuhcremehersteller Salzenbrodt GmbH & Co. KG (Collonil), für den er zuletzt bis 1974 als Prokurist tätig war.
1957 wurde er Mitglied der CDU, ab 1964 war er Vorsitzender des Ortsverbands Tegel. Bei den Wahlen 1967 wurde Birghan erstmals in die Bezirksverordnetenversammlung Reinickendorf gewählt. Von 1974 bis 1981 war er in Reinickendorf Bezirksstadtrat für Finanzen und Wirtschaft, seit 1975 daneben stellvertretender Bezirksbürgermeister. Nach den Wahlen 1981 wurde er am 22. Juni 1981 zum ersten Bezirksbürgermeister von Berlin-Reinickendorf gewählt, der der CDU angehörte. Er starb im Amt nach längerer schwerer Krankheit. Sein Grab befindet sich auf dem landeseigenen Friedhof Hermsdorf. Seine Witwe Ursula Birghan wurde später Mitglied des Abgeordnetenhauses von Berlin.
Sein Sohn Christoph Birghan ist seit 2025 Mitglied des Deutschen Bundestags.